# Mohammed Schtajjeh

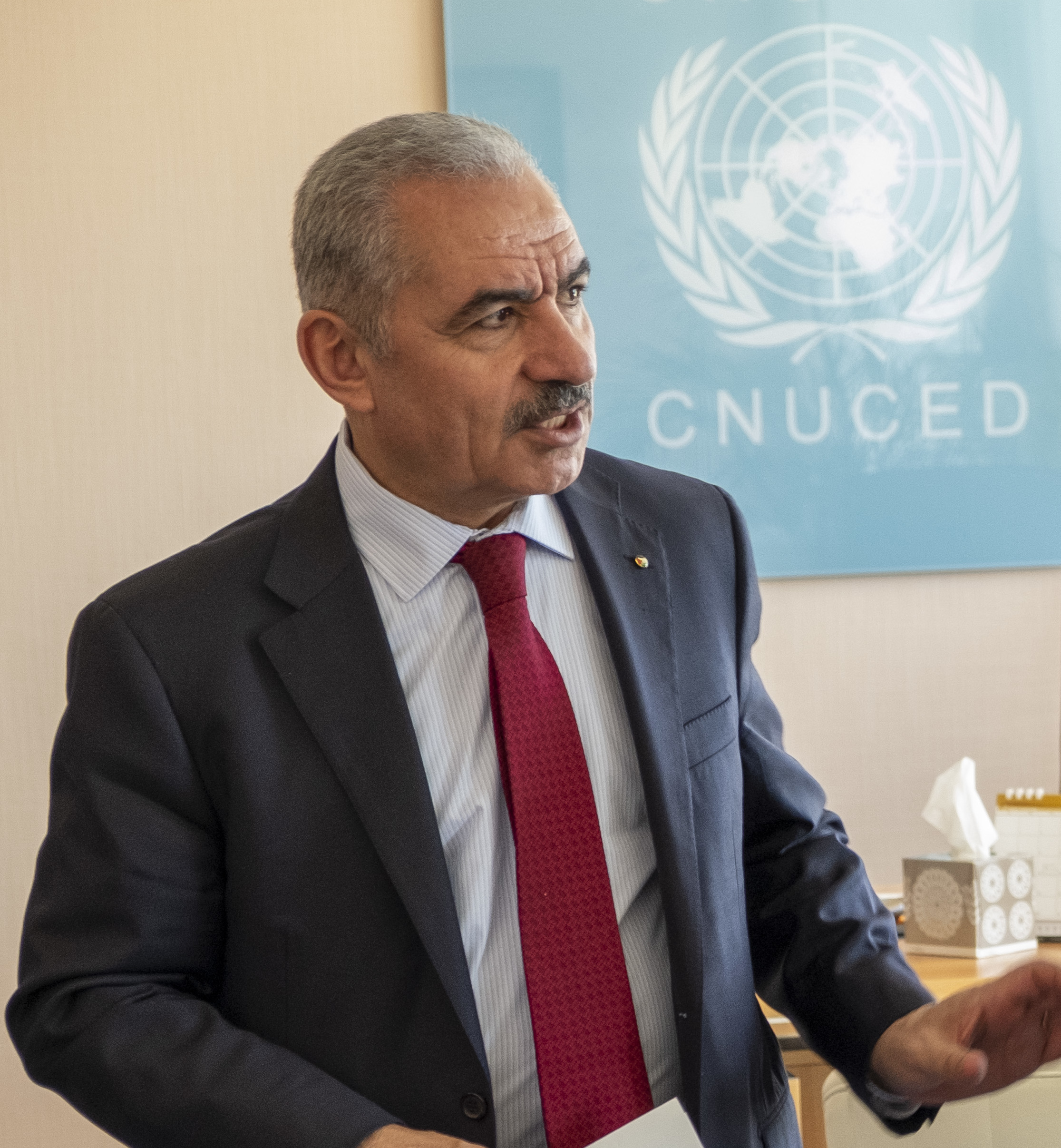
Mohammad Shtayyeh

Mohammad Schtajjeh (arabisch محمد اشتية, DMG Muḥammad Ištayya, * 17. Januar 1958 in Tell, Nablus) ist ein Ökonom und palästinensischer Politiker der Fatah. Er war von April 2019 bis März 2024 Ministerpräsident der Palästinensischen Autonomiegebiete und des ausgerufenen Staates Palästina.
Schtajjeh studierte von 1976 bis 1981 Business Administration und Wirtschaftswissenschaften an der Birzeit University und promovierte im selben Fach im Jahr 1989 an der University of Sussex. Ab 2009 war er Minister des palästinensisch ökonomischen Rates für Entwicklung und Wiederaufbau.
Am 10. März 2019 wurde Schtajjeh von Präsident Mahmud Abbas mit der Bildung einer neuen Regierung beauftragt. Er sollte damit auf Ministerpräsident Rami Hamdallah folgen, der im Januar 2019 seinen Rücktritt eingereicht hatte, aber übergangsweise im Amt geblieben war. Am 13. April 2019 wurden Schtajjeh und sein Kabinett vereidigt. Der neuen Regierung gehören überwiegend Mitglieder der Fatah von Abbas an. Andere Parteien wie die Volksfront zur Befreiung Palästinas (VFLP) hatten eine Regierungsbeteiligung abgelehnt, da sie sich für eine Einheitsregierung mit der radikalislamischen Hamas einsetzen.
Ende Februar 2024 reichten Schtajjeh als Ministerpräsident und sein Kabinett ihren Rücktritt ein. Der Rücktritt erfolgte auf Wunsch von arabischen Ländern der Region und den USA. Schtajjeh leitete bis zur Ernennung seines Nachfolgers Mohammed Mustafa am 14. März 2024 die Regierung kommissarisch weiter.